# Vägtrafikinspektionen
Vägtrafikinspektionen var en organisatoriskt självständig del av Vägverket med ansvar för att bedriva inspektionsverksamhet för vägtrafiken. Inspektionsverksamhet överfördes den 1 januari 2009 till den nya myndigheten Transportstyrelsen.